# Mihtarlam
Mihtarlam è una città dell'Afghanistan, situata nella provincia di Laghman. È il capoluogo del distretto omonimo.